# Poly
Policarpo Ribeiro de Oliveira, conhecido como Poly, Macaé, 26 de janeiro de 1909 — Campos dos Goytacazes, 13 de agosto de 1986), foi um futebolista brasileiro que atuou como atacante.

## Carreira
Nascido em Conceição de Macabu no antigo distrito de Macaé,
Por ocasião da Copa do Mundo de 1930, realizada no Uruguai, Poly, jogador do Americano de Campos, onde jogou de 1924 a 1944, atacante, foi convocado e participou do primeiro jogo de uma seleção brasileira em Copas, a derrota para a Iugoslávia por 2x1 no dia 14 de julho de 1930.
Poly foi o único jogador da história do Americano-RJ que foi convocado para disputar uma Copa do Mundo.